# ロベルト・ラデッケ

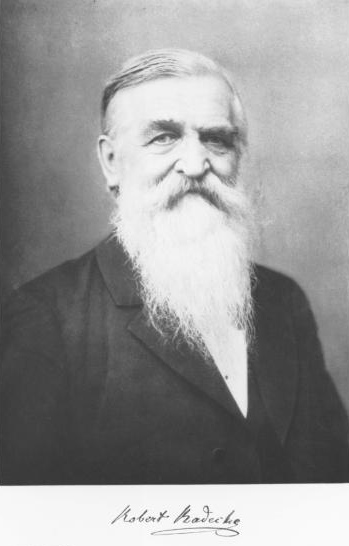
ロベルト・ラデッケ

ロベルト・ラデッケ（Robert Radecke, 1830年10月31日 - 1911年6月21日）は、ドイツの指揮者、ヴァイオリニスト、ピアニスト、作曲家。

## 略歴
現在のポーランド・ドルヌィ・シロンスク県ジェチュモロヴィチェ（Dziećmorowice、ドイツ語名：ディトマンスドルフ・バイ・ヴァルデンブルク）に生まれる。兄は高名な作曲家ルドルフ・ラデッケ。シュテルン音楽院院長、またベルリン宮廷歌劇場総監督としてドイツ楽壇に重きをなす。指揮者ブルーノ・ワルター、作曲家ゲオルク・フォラートゥーン、同じく作曲家カミッロ・シューマンの師である。ヴェルニゲローデに没した。